# Sprzęgło oponowe

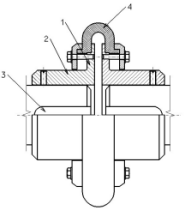
Sprzęgło oponowe

Sprzęgło oponowe – sprzęgło przymusowe, kompensacyjne, stałe. Człon czynny i bierny są kolistymi tarczami (1), których piasty (2) zamontowane są na wałach przy użyciu połączenia wpustowego (3). Oba człony połączone są za pomocą gumowej opony (4). Guma może absorbować drgania powstające na wale napędowym oraz w pewnym zakresie kompensować obciążenia dynamiczne w czasie rozruchu i hamowania.